# NGC 588
NGC 588 je zvjezdana asocijacija u zviježđu Trokutu.

## Vanjske poveznice
- SEDS: NGC 0588